# Ло Дико (Палермо)
Ло Дико је насеље у Италији у округу Палермо, региону Сицилија.
Према процени из 2011. у насељу је живело 38 становника. Насеље се налази на надморској висини од 944 м.